# Hudson Soft
Hudson Soft (Japans: 株式会社ハドソン Romaji: Kabushikigaisha hadoson), was een Japanse uitgever en ontwikkelaar van (spel)computersoftware die op 18 mei 1973 werd opgericht door de broers Yuji en Hiroshi Kudo. Naast een softwaredivisie hield Hudson Soft er ook een hardwaredivisie op na.
De broers zagen het enorme groeipotentieel van de personal computer tijdig in en begonnen met de verkoop en ontwikkeling van pc-gerelateerde hard- en softwareproducten. In 1978 was Hudson Soft de eerste onderneming die computerspelsoftware in Japan op de markt bracht.
Gedurende de hoogtijdagen van de MSX-computerstandaard, medio jaren tachtig van de 20e eeuw, was Hudson Soft een van de belangrijkste softwareproducenten voor dit computersysteem, naast het eveneens Japanse Konami en ASCII. Voor de MSX-standaard ontwikkelde Hudson Soft een BeeCard, een geheugenkaart met daarop een computerspel.
Echt groot en succesvol werd Hudson Soft echter met de opkomst van Nintendo's NES. Van het spel Lode Runner werden meer dan 1,2 miljoen exemplaren verkocht, maar het succesvolst was de spelreeks Bomberman, dat vrijwel op elk computerplatform werd uitgebracht.
In samenwerking met NEC ontwikkelde Hudson Soft de spelcomputer PC Engine, die zeer succesvol was in Japan; alleen Nintendo's NES was succesvoller. Hudson was onder meer verantwoordelijk voor het ontwerp van de gebruikte processoren en ontwikkelde tevens de HuCard, een geheugenkaart en opvolger van de BeeCard.
Na een lange geschiedenis van het ontwikkelen van spellen voor diverse Nintendo-spelcomputers richtte het in 1998 samen met de Japanse divisie van Nintendo een gemeenschappelijke onderneming op onder de naam Manegi Corporation.
Tot 2012 was Hudson Soft een dochteronderneming van Konami. Het sloot permanent zijn deuren op 1 maart 2012.

## Trivia
- De naam voor de geheugenkaart BeeCard is afgeleid van Hudson Softs beeldmerk, dat bestaat uit een vriendelijk ogende bij.